# Marcgravia
Marcgravia là một chi thực vật có hoa trong họ Marcgraviaceae.

## Loài
Chi Marcgravia gồm các loài: